# Phengodes frontalis
Phengodes frontalis là một loài bọ cánh cứng trong họ Phengodidae. Loài này được LeConte miêu tả khoa học năm 1881.